# Arnošt Parsch
Arnošt Parsch (12. února 1936 Bučovice – 19. září 2013 Brno) byl český hudební skladatel.

## Život
Vystudoval ekonomii na Vyšší hospodářské škole ve Vyškově. Pracoval jako ekonom a současně studoval soukromě skladbu u Jaromíra Podešvy a Miloslava Ištvana. V roce 1963 vstoupil na Janáčkovu akademii múzických umění (JAMU) v Brně a pokračoval ve studiu kompozice u Miloslava Ištvana jako řádný student. Studia dokončil v roce 1968 a poté pracoval jako tajemník brněnské pobočky Svazu československých skladatelů. V roce 1976 se stal tajemníkem Mezinárodního hudebního festivalu v Brně a v roce 1990 prezidentem jeho direktoria. Na JAMU působil nejprve jako odborný asistent, poté jako externí pedagog a v roce 1996 byl jmenován profesorem.
Od roku 1980 byl členem uměleckého sdružení Camerata Brno, které sdružuje avantgardní hudební skladatele a hudební teoretiky. Členy tohoto sdružení jsou např. skladatel Jiří Bárta, Miloš Štědroň, Radomír Ištvan, Leoš Faltus, Ivo Medek, Michal Košut a Alois Piňos. Ve spolupráci se členy tohoto sdružení publikoval i teoretické práce.

## Dílo
Již od dob studií se zabýval moderním skladebnými technikami: dodekafonií, seriální a témbrovou hudbou a aleatorikou. Koncem 60. let formuloval osobitou metodu transpozice konkrétních zvukových dějů. Zkoumal výrazové možnosti cimbálu, cembala a méně obvyklých nástrojových kombinací. Realizoval rovněž elektroakustické skladby. V průběhu 70. let se inspiroval lidovou hudbou jižní Moravy.

### Výběr ze skladeb
- Vzývání lásky (1987)
- Etudes amoureuses (1995)
- Hlas řeky
- Džbánky, smíšený sbor a cappela na slova Pavla Aujezdského
- Ústa, smíšený sbor a capella na slova Pavla Aujezdského a lidové poezie (1983)
- Víno, smíšený sbor a cappella na slova Pavla Aujezdského (1976)

### Hudebně teoretické práce
- Arnošt Parsch, Alois Piňos, Jaroslav Šťastný: Náhoda, princip, systém, řád: poznámky k odrazu přírody v současné hudbě
- Arnošt Parsch, Alois Piňos, Jaroslav Šťastný: Transference hudebních elementů v kompozicích současných skladatelů